# Distrito de Krosno Odrzańskie
Krosno Odrzańskie (polaco: powiat krośnieński) es un distrito (powiat) del voivodato de Lubusz (Polonia). Fue constituido el 1 de enero de 1999 como resultado de la reforma del gobierno local de Polonia aprobada el año anterior. Limita al oeste con Alemania y con otros tres distritos de Lubusz: al noroeste con Słubice, al norte con Sulęcin, al nordeste con Świebodzin, al este con Zielona Góra y al sur con Żary. Está dividido en siete municipios (gmina): uno urbano (Gubin), otro urbano-rural (Krosno Odrzańskie) y cinco rurales (Bobrowice, Bytnica, Dąbie, Gubin y Maszewo). En 2011, según la Oficina Central de Estadística polaca, el distrito tenía una superficie de 1391,25 km² y una población de 56 041 habitantes.